# Gaston Stoltz
Répertoire
musique symphonique, oratorio
Gaston Stoltz, né à Nancy le 26 avril 1890 et mort dans cette même ville le 28 juin 1976, est un musicien français.
Pendant 50 ans, il a été l'un des principaux acteurs de la vie musicale nancéienne.

## Études musicales
Son père, Guillaume Stoltz, alsacien optant, pratique l'alto et enseigne la musique au Lycée national de Nancy. À neuf ans, Gaston entre au Conservatoire de Nancy où il étudie le solfège, l'alto et le piano, ainsi que l'harmonie avec Guy Ropartz. À Paris, il se perfectionne avec Théophile Laforge à l’alto et suit en auditeur libre les cours de contrepoint de Georges Caussade. Il joue dans les orchestres Colonne, Pasdeloup et Lamoureux. Admis en 1910 au Conservatoire de Paris dans la classe de trombone de Louis Allard, il y obtient son premier prix en juin 1912. Malgré ce brillant succès au trombone, son instrument de prédilection restera l'alto, et accessoirement la viole d’amour, pour le solo du Jongleur de Notre-Dame de Massenet. De retour à Nancy, il devient altiste au sein de l'orchestre du Conservatoire. Mobilisé dans le 69e régiment d'infanterie du Colonel Courtot de Cissey, il est grièvement blessé en août 1914 à la bataille du Léomont.

## Professeur de musique et instrumentiste
À la fin de 1918, à la suite du départ à la retraite de son père, il devient chargé de cours de musique au lycée Henri-Poincaré, et aussi professeur au Conservatoire, enseignant l'alto et la musique de chambre, sous les directions successives d'Alfred Bachelet (1919 à 1944), Louis Thirion (professeur de piano et d'orgue, directeur intérimaire) et Marcel Dautremer (1946 à 1956).
En tant que professeur d'alto, il devient de facto soliste de l'orchestre du Conservatoire. Il fait également partie du Quatuor Jamar,.Il se produit aussi dans des concerts pédagogiques avec le journaliste musicographe René d’Avril (1875-1966).

## Chef d'orchestre
Il fonde le Grand orchestre et la chorale du Lycée Henri-Poincaré  avec l'aide de plusieurs professeurs et de musiciens amateurs anciens élèves de son père. Le premier concert est donné salle Poirel le 7 décembre 1919.
Parti d'un effectif initial de 30 instrumentistes et 40 choristes, l'ensemble passe à 120 exécutants en 1922 ; il augmentera jusqu’à 350 dans les années 1950,.
Dans sa classe du lycée, Stoltz repère les élèves doués pour la musique et les incite à entreprendre une formation musicale, aidée par l'attribution de bourses et le prêt d'instruments,.
À partir de 1933, Stoltz est aidé par son ancien élève Émile Verstraeten (1903-1944),, puis par le fils de celui-ci, Serge Verstraeten (né en 1925), professeur d'éducation musicale au lycée et altiste de l'orchestre du Conservatoire. Leur rôle est de constituer et de diriger un petit orchestre, l'« Orchestre des moins de treize ans » puis « des moins de quinze ans », dont les meilleurs éléments viendront ensuite grossir les rangs du grand orchestre.
Il dirige occasionnellement la chorale Alsace-Lorraine.
Il initie les concerts populaires d'été au parc de la Pépinière, qui dispose d'un kiosque à musique depuis 1875 et d'un vaste auditorium construit en 1937.
Les concerts à la salle Poirel se poursuivent pendant la seconde guerre mondiale, à raison de deux par an, sauf en 1944 où le concert de décembre doit être annulé.
La chorale du lycée de jeunes filles Jeanne-d'Arc dirigée par Marie-Louise Fournier rejoint la formation du lycée Poincaré, suivie dans les années 1950 par les chorales de deux nouveaux établissements, le lycée Frédéric-Chopin, avec Françoise Godbillon, et le lycée Georges-de-La-Tour, avec André Poirson.
Les années d'après-guerre sont les plus glorieuses pour l'ensemble de Gaston Stoltz. L'orchestre se produit à Nîmes en 1948 lors du 59e congrès de la Ligue de l’enseignement, où Stoltz est distingué par un Grand prix de l'enseignement. D'autres concerts sont donnés à Marseille, Reims, Troyes, Mézières, Charleville, et dans plusieurs villes d'Alsace et de Lorraine.
En 1949, Stoltz est choisi pour diriger un ensemble de 450 exécutants lors du concert Beethoven de l'Union française des œuvres laïques d'éducation artistique (UFOLEA) donné à l'Opéra de Lyon sous la présidence d'Édouard Herriot.
Les concerts de l'orchestre et des chœurs sont alors très réputés et font l'objet d'annonces et de comptes rendus dans la presse locale et nationale. De grands artistes parisiens se déplacent à Nancy, Claude Delvincourt, le chef d'orchestre Francis Casadesus, l'altiste Robert Boulay, soliste de l'Opéra et des concerts Colonne, interprétant le Concerto de Gaston Stoltz inspiré par la guerre de 1939-1945, ou encore Jean-André Messager (1886-1952) venu diriger la Symphonie de son père André Messager.
Stoltz donne la possibilité à ses meilleurs instrumentistes de se produire en solistes et invite régulièrement de jeunes artistes nancéiens, dont certains feront de brillantes carrières, comme Monique Vincent-Bosquet et Louis-Claude Thirion, pianistes concertistes, Jacques Houtmann ou Christiane Stutzmann.
Grand connaisseur des œuvres de Berlioz, Gounod, Franck, Lalo, Saint-Saëns, Bizet, Chabrier, Massenet et Vincent d'Indy, Stoltz promeut la musique française et fait rayonner le nom du lycée Poincaré à l'étranger, en se produisant à La Chaux-de-Fonds, Aalsmeer, Kerkrade, Luxembourg et Copenhague.
En juin 1946, l'orchestre et les chœurs des lycées Poincaré et Jeanne-d'Arc sont invités à Donaueschingen dans le cadre de la propagande musicale française dans l'Allemagne occupée organisée par René Thimonnier. Au cours des années suivantes, la formation se produit également à Lahr, Fribourg-en-Brisgau, Landau, Heidelberg et Karlsruhe, ville jumelée avec Nancy.
À Lausanne, l'orchestre est invité à accompagner l'Union Chorale de la ville dans le Requiem de Brahms sous la direction de Carlo Hemmerling.

### Répertoire
Avec sa chorale, Stoltz donne en concert la Symphonie no 9 avec chœurs de Beethoven, Orphée et Eurydice de Gluck, La Damnation de Faust et Roméo et Juliette de Berlioz, le Requiem de Fauré, mais aussi des œuvres plus rares comme Didon et Énée de Henry Purcell, Le Retour de la Paix de Michel Pignolet de Montéclair, Castor et Pollux et Les Indes galantes de Jean-Philippe Rameau, Israël en Égypte, Judas Maccabée et Le festin d'Alexandre de Georg Friedrich Haendel, Les Saisons et La Création de Haydn, la Fantaisie chorale de Beethoven, Le Désert de Félicien David, Le Pèlerinage de la rose et les Scènes de Faust de Schumann.
Les œuvres du XXe siècle sont également présentes, avec Les Enfants à Bethléem et La croisade des enfants de Gabriel Pierné, le Psaume 136 de Guy Ropartz, Le Roi David d'Arthur Honegger.
Une de ses actions les plus spectaculaires est la résurrection d'oratorios bibliques et d'œuvres religieuses du XIXe siècle requérant un grand ensemble choral, plus jamais joués, et que seul l'ensemble de bénévoles rassemblé par Stoltz est en mesure de présenter : Le Christ au Mont des Oliviers de Beethoven, Athalie de Mendelssohn, L'Enfance du Christ de Berlioz, Le Déluge et Psaume 18 de Saint-Saëns, Les Béatitudes, Rebecca, Ruth, Rédemption et Psaume 150 de César Franck, Gallia de Gounod :
« …je (Gérard Condé) devais à Gounod une grande émotion d'enfance. Au sein du chœur du lycée Henri-Poincaré, à Nancy, j'avais chanté la partie d'alto de Gallia, découvrant, au fil des semaines, les principes de la polyphonie, puis les sonorités du grand orchestre qui, un beau soir, envahit tout l'espace de la salle de répétitions quand le maître d'œuvre, Gaston Stoltz […] monta au pupitre […]. Tout cela était nouveau, merveilleux, fondateur. »
Par ses concerts et ses conférences, Stoltz s'efforce de mieux faire connaître ses amis compositeurs lorrains, Gabriel Pierné, Florent Schmitt, Louis Thirion, Pierre Bretagne (1881-1952), et Gustave Charpentier :
« Il nous faut aussi citer l'exécution de La Vie du Poète [de Gustave Charpentier] dans la salle Poirel de Nancy en mars 1952, par l'Orchestre Symphonique et la chorale du Lycée Henri-Poincaré, sous la direction de Gaston Stoltz. […] Ce fut une des dernières satisfactions du maître que lui procura son ami de trente ans son cadet […] Gaston Stoltz. »

## Compositeur
La Bibliothèque Stanislas conserve une grande partie des œuvres de Stoltz, la plupart étant manuscrites, d’autres ayant été éditées par la Société anonyme d'éditions et de musique (SAEM) créée en 1924 par la firme nancéienne de musique Dupont-Metzner.
Les œuvres se répartissent en trois catégories : 
- compositions : musique pour orchestre symphonique, concerto pour alto, musique instrumentale (pour alto, seul ou avec accompagnement, ou en trio ; pour trombone et piano), musique vocale, mélodies, musique pour ensemble de chambre ou de cuivres, musique chorale. Il s'agit essentiellement de musique de concert, mais aussi de musique pour enfants et de pièces de circonstance (carnavals, mariage d'amis, etc.) ;
- transcriptions pour alto de pièces pour violon de Mozart, Corelli, Haendel ; harmonisations et arrangements divers ;
- enseignement : Petite Méthode progressive pour alto, 20 Études pour alto sur toutes les positions, exercices.

## Postérité
Chanson du lycée Poincaré
Le nom de Gaston Stoltz est resté gravé dans la mémoire de milliers de lycéens qui, chaque semaine, devaient entonner avec lui la chansonnette « On aime chanter au lycée Poincaré - Car la musique y est reine adorée - On vocalise et on solfie en chœur - Chaque trimestre on apprend les auteurs… ».
Vitrail Gaston Stoltz
Le visiteur de l'ancienne chapelle des Visitandines annexée au lycée Henri-Poincaré y verra un vitrail de l'atelier nancéien Benoît Frères portant cette inscription : « Don de Mr Gaston STOLTZ - en reconnaissance - 1952 », en relation avec la rémission jugée miraculeuse de la leucémie de son épouse.
Auditorium Gaston Stoltz

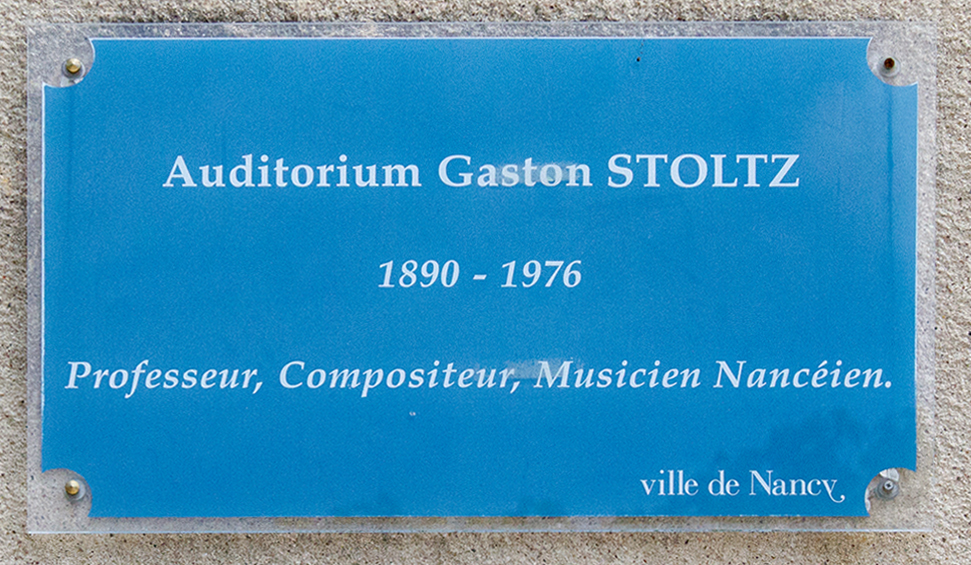
Plaque commémorative apposée sur l'auditorium du parc de la Pépinière à Nancy

L'auditorium de la Pépinière édifié en 1937 a été dénommé « Gaston STOLTZ » en 2005 en hommage à celui qui y a dirigé de nombreux concerts d'été. Depuis 1973, c'est un des hauts lieux du festival musical annuel Nancy Jazz Pulsations.
Orchestre du lycée Henri-Poincaré
Après le départ de Stoltz, l'orchestre est dirigé jusqu'en 1989 par André Poirson. En effectif réduit par rapport à la grande formation du XXe siècle, l'orchestre actuel est essentiellement constitué d'élèves du second cycle de la filière « Techniques de la musique et de la danse » (TMD), inscrits en parallèle au Conservatoire à rayonnement régional de Nancy.
Chœur et orchestre Gaston Stoltz
L'Association Gaston Stoltz a été fondée à Nancy en 1993 avec pour objet la pratique instrumentale et chorale et l'exécution de concerts. Elle est à l'origine du « Chœur et orchestre Gaston Stoltz » dirigé par Daniel Colombat, qui se produit régulièrement en Lorraine.

## Distinctions
- Officier de la Légion d'honneur[18]
- Croix de guerre 1914–1918[18]
- Commandeur de l'ordre des Palmes académiques[18] (1959)
- Grand prix de la Ligue de l'enseignement (1948)
- Grand prix de la Ville de Nancy (1961)
- Membre de l'Académie de Stanislas[18] (1972)

## Discographie
« Hommage à Gaston Stoltz » : Impressions d'un soir, par l'Orchestre Gaston Stoltz, direction Jacques Houtmann ; Le frelon au vent, par Geneviève Ambroise, alto ; Fanfare par l'Ensemble de cuivres Fossano, direction François Fossano. Enregistré le 7 mars 2004 à la salle Poirel de Nancy à l'occasion du concert du bicentenaire du lycée Henri-Poincaré. CD Connaissance du patrimoine musical lorrain - HGS 01, 2004.